# 쳉스토호바군

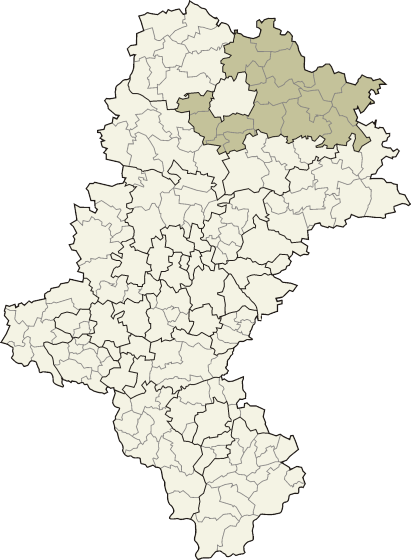
실롱스크주 지도에 표시된 쳉스토호바군의 위치

쳉스토호바군(폴란드어: powiat częstochowski)은 폴란드 실롱스크주에 위치한 군으로 면적은 1,519.49km2, 인구는 134,637명(2019년 6월 30일 기준), 인구 밀도는 89명/km2이다. 군청 소재지는 쳉스토호바이지만 쳉스토호바군에 속하지 않고 별도의 도시군으로 존재한다.
북쪽으로는 우치주 파옝치노군, 북동쪽으로는 우치주 라돔스코군, 동쪽으로는 시비엥토크시스키에주 브워슈초바군, 남쪽으로는 자비에르치에군, 미슈쿠프군, 서쪽으로는 루블리니에츠군, 북서쪽으로는 크워부츠크군과 접한다. 16개 지방 자치체(2개 도시, 14개 농촌)를 관할한다.

군기
군 문장